# Bojsno
Bojsno je naselje u Općini Brežice u istočnoj Sloveniji. Nalazi se u pokrajini Štajerskoj i statističkoj regiji Donjoposavskoj. 

## Stanovništvo
Prema popisu stanovništva iz 2002. godine Bojsno je imalo 205 stanovnika.

### Etnički sastav
1991. godina:
- Slovenci: 168 (73%)
- Hrvati: 5 (2,2%)
- Srbi: 1
- nepoznato: 56 (24,3%)

## Vanjske poveznice
- Satelitska snimka naselja  Arhivirana inačica izvorne stranice od 29. srpnja 2017. (Wayback Machine)